# Гамлін (Канзас)
Гамлін (англ. Hamlin) — місто (англ. city) в США, в окрузі Браун штату Канзас. Населення — 25 осіб (2020).

## Географія
Гамлін розташований за координатами 39°54′56″ пн. ш. 95°37′38″ зх. д. / 39.91556° пн. ш. 95.62722° зх. д. (39.915535, -95.627211).  За даними Бюро перепису населення США в 2010 році місто мало площу 0,24 км², уся площа — суходіл. В 2017 році площа становила 0,23 км², уся площа — суходіл.

## Демографія
Згідно з переписом 2010 року, у місті мешкало 46 осіб у 19 домогосподарствах у складі 13 родин. Густота населення становила 192 особи/км².  Було 24 помешкання (100/км²).
Расовий склад населення:
| - 95,7 % — білих - 2,2 % — чорних або афроамериканців - 2,2 % — осіб інших рас |

До двох чи більше рас належало 0,0 %. Частка іспаномовних становила 8,7 % від усіх жителів.
За віковим діапазоном населення розподілялося таким чином: 23,9 % — особи молодші 18 років, 56,5 % — особи у віці 18—64 років, 19,6 % — особи у віці 65 років та старші. Медіана віку мешканця становила 44,0 року. На 100 осіб жіночої статі у місті припадало 130,0 чоловіків;  на 100 жінок у віці від 18 років та старших — 133,3 чоловіків також старших 18 років.
Середній дохід на одне домашнє господарство  становив 48 106 доларів США (медіана — 44 375), а середній дохід на одну сім'ю — 54 785 доларів (медіана — 51 875). За межею бідності перебувало 18,8 % осіб, у тому числі 26,7 % дітей у віці до 18 років та 0,0 % осіб у віці 65 років та старших.
Цивільне працевлаштоване населення становило 23 особи. Основні галузі зайнятості: освіта, охорона здоров'я та соціальна допомога — 34,8 %, виробництво — 26,1 %, оптова торгівля — 13,0 %, сільське господарство, лісництво, риболовля — 13,0 %.